# 曾鲁台
曾鲁台（1958年4月—），男，中华人民共和国政治人物，现任台湾民主自治同盟中央委员会常务委员，江西省委员会主任委员，第十三届全国政协委员。